# Consejo del Reino
El Consejo del Reino fue un órgano corporativo español durante la dictadura franquista, creado por la Ley de Sucesión en la Jefatura del Estado de 1947. Dentro del complejo institucional creado para jerarquizar el régimen —la denominada «democracia orgánica»—, era el alto consejo que asesoraba al jefe de Estado en la toma de decisiones de su exclusiva competencia.
Un antecedente del Consejo del Reino es la institución del mismo nombre que apareció en el proyecto de Constitución de 1929, durante la dictadura de Primo de Rivera.

## Composición
El Consejo se componía de acuerdo con la disposición adicional cuarta de la Ley Orgánica del Estado 1/1967, que modificó el artículo cuarto de la Ley de Sucesión.
- Consejeros natos:
  - El teniente general de mayor antigüedad en activo de los ejércitos de tierra, mar y aire, por este mismo orden.
  - El jefe del Alto Estado Mayor.
  - El prelado de mayor jerarquía y antigüedad entre los que eran procuradores en Cortes.
  - El presidente del Consejo de Estado.
  - El presidente del Tribunal Supremo.
  - El presidente del Instituto de España.
- Consejeros electivos, elegidos por votación por los grupos de procuradores en las Cortes Españolas:
  - Dos consejeros por el grupo de Administración Local.
  - Dos consejeros por el grupo de Consejeros Nacionales.
  - Dos consejeros por el grupo de Representación Familiar.
  - Dos consejeros por el grupo de la Organización Sindical.
  - Un consejero por el grupo de los rectores de Universidades.
  - Un consejero por el grupo de Colegios Profesionales.

El presidente del Consejo del Reino es el presidente de las Cortes Españolas y era nombrado por el jefe del Estado a partir de una terna de nombres presentada por el Consejo del Reino.

## Funciones
De acuerdo con el artículo 14 de la Ley Orgánica del Estado de 1967, era función del Consejo del Reino proponer al jefe del Estado una terna de nombres, para que este eligiera de entre estos al presidente del Gobierno. Asimismo el jefe del Estado necesitaba del Consejo del Reino para disolver o prorrogar las legislaturas de las Cortes, destituir al presidente del Gobierno, así como otras funciones.

## Presidentes
- 1948 - 1965; Esteban de Bilbao Eguía
- 1965 - 1969; Antonio Iturmendi Bañales
- 1969 - 1975; Alejandro Rodríguez de Valcárcel y Nebreda | Vicepresidente: Joaquín Bau Nolla.[1] Como presidente del Consejo de Estado (1965) Bau era consejero del Reino.
- 1975 - 1977; Torcuato Fernández-Miranda Hevia
- 1977 - 1978; Antonio Hernández Gil

## Trayectoria
En junio de 1973, fue la primera ocasión en la que el Consejo del Reino se reunió, bajo la presidencia de su titular, Alejandro Rodríguez de Valcárcel, para elevar a Franco una terna de candidatos a presidente del Gobierno de la que resultó elegido Luis Carrero Blanco. la terna elevada a Franco incluyó a Manuel Fraga Iribarne, Raimundo Fernández-Cuesta y el finalmente designado.
La segunda vez en que el Consejo propuso candidatos a presidentes del Gobierno fue pocos meses después de la primera, en diciembre de 1973, tras el asesinato de Carrero. La terna estuvo formada por Carlos Arias Navarro, José García Hernández y José Solís. Esta propuesta fue realmente ficticia puesto que Franco ya había escogido previamente a Arias Navarro como próximo presidente y le facilitó el nombre a Valcárcel (presidente del Consejo del Reino) para que lo incluyera en la terna. Los otros dos miembros de la lista no tenían ninguna posibilidad de ser escogidos.
Con la llegada al trono de Juan Carlos I y tras la dimisión de Arias Navarro en julio de 1976, el Consejo elevó al rey la terna formada por Adolfo Suárez, Federico Silva Muñoz y Gregorio López Bravo y facilitó así la designación de Suárez como presidente del Gobierno que era el candidato deseado por el rey y por Torcuato Fernández Miranda. En esta ocasión se necesitó de varias votaciones para llegar a la propuesta definitiva.
La Constitución de 1978 no preveía la existencia de este órgano, así que con su promulgación, el Consejo del Reino desapareció.